# 米德爾里弗 (馬里蘭州)
米德爾里弗（英語：Middle River）是位於美國馬里蘭州巴爾的摩縣的一個普查規定居民點。

## 人口
根據2020年美國人口普查的數據，米德爾里弗的面積為35.34平方千米，當中陸地面積為33.04平方千米，而水域面積為2.30平方千米。當地共有人口33203人，而人口密度為每平方千米939.53人。